# Neocladella platicornis
Neocladella platicornis är en stekelart som beskrevs av Xu 2005. Neocladella platicornis ingår i släktet Neocladella och familjen sköldlussteklar. Inga underarter finns listade i Catalogue of Life.